# Dhanpuri
Dhanpuri là một thành phố và khu đô thị của quận Shahdol thuộc bang Madhya Pradesh, Ấn Độ.

## Nhân khẩu
Theo điều tra dân số năm 2001 của Ấn Độ, Dhanpuri có dân số 43.914 người. Phái nam chiếm 53% tổng số dân và phái nữ chiếm 47%. Dhanpuri có tỷ lệ 63% biết đọc biết viết, cao hơn tỷ lệ trung bình toàn quốc là 59,5%: tỷ lệ cho phái nam là 71%, và tỷ lệ cho phái nữ là 54%. Tại Dhanpuri, 14% dân số nhỏ hơn 6 tuổi.